# リオグランデ共和国

リオグランデ共和国
República del Río Grande

リオグランデ共和国（リオグランデきょうわこく、República del Río Grande, Republic of the Rio Grande）は1840年1月17日から11月6日まで、北米のテキサス共和国とメキシコの間に短い間存在した国家。

## 背景
10年間のメキシコ独立戦争の後、メキシコは1821年にスペイン王国から独立を勝ち取った。君主制が短命に終わり、メキシコは1824年に1824年メキシコ憲法を採用し、アメリカ合衆国と同様の連邦共和制の「メキシコ合衆国」を設立する。
1833年、サンタ・アナ将軍は、初めて大統領として選出された。選挙の時点では、彼は連邦共和制を支持していたが、その後憲法を中断させて議会を解散し、中央集権的な政府を作ることで権力の中枢を自分のものにした。すぐにメキシコは独裁政治となり、メキシコの個々の州はその権利を保持するために中央政府への反発を強めた。既に1836年にはテキサス共和国が独立を宣言していた。

## 独立宣言
1840年1月17日、憲法制定会議はラレド近くのオルベニャ・ランチで開催された。コアウイラ、ヌエボレオン、タマウリパスの各州がメキシコから脱退し、ラレドに首都を置いて自身の連邦共和国を形成することがここで決められた。大統領にはヘスス・デ・カルデナスが就任した。
リオグランデ共和国は、コアウイラ、ヌエボレオン、タマウリパスの以前の州境をもとに領土を主張した。テキサス共和国がその領土の南の境界をリオグランデ川と主張していたが、当時リオグランデ川の北に住んでいた人々はメキシコ人を自認していた。ラレド近くの憲法制定会議では、タマウリパスの北の境界はヌエセス川で、コアウイラの北の境界はメディナ川上流と制定した。南のリオグランデ川までのこのエリアはすでにテキサス共和国とメキシコの間で所有権の紛争があった。1840年1月の時点で、リオグランデ共和国はこのエリアの3分の1を主張した。
憲法制定会議の後、安全上の理由で政府は一時的にタマウリパス州のゲレロに移動した。1840年3月のモレロスの戦い（英語：Battle of Morelos, スペイン語：Battala de Morelos）後、政府はテキサス共和国のビクトリアに亡命し、そこでリオグランデ共和国は同年崩壊するまで存在した。

## 独立戦争

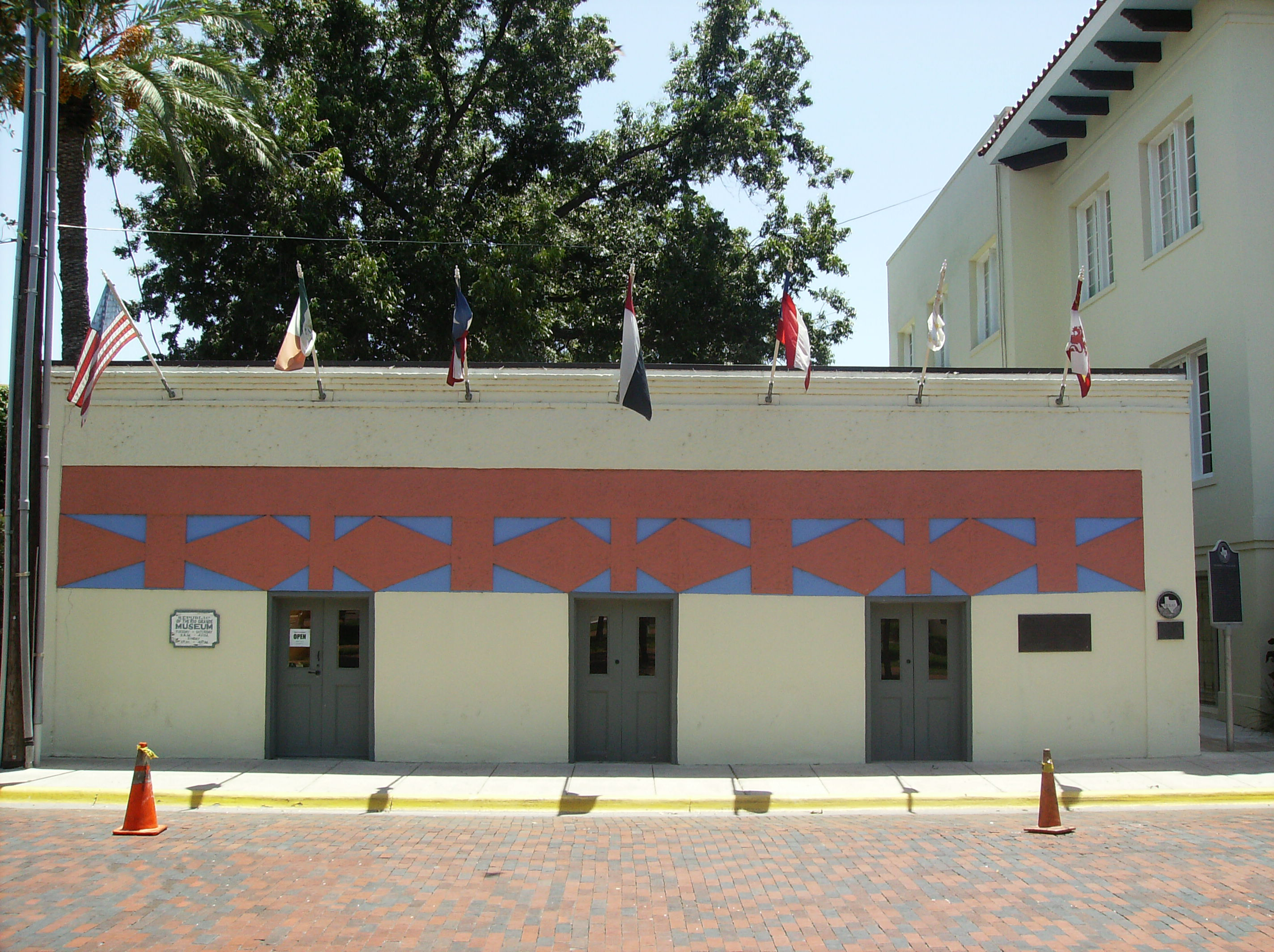
現在はリオグランデ共和国の国会議事堂の一部がテキサス州ラレドにある博物館として使用されていて、短命で終わった共和国の写真と歴史が展示されている。

リオグランデ共和国司令官のアントニオ・カナレス・ロシリョとメキシコ司令官のマリアノ・アリスタのそれぞれの軍隊は、1840年3月24日と25日にコアウイラ州モレロスで戦闘をした。メキシコの中央政府軍はリオグランデ軍を破った。この敗北で、騎兵隊司令官のアントニオ・ザパタ大佐を含む23名の共和国の騎兵の裁判と処刑が実行された。モレロスの戦いを生き残ったカナレス司令官とリオグランデ軍の兵士は、テキサス共和国のサンアントニオに逃れて難を避けた。
テキサスがメキシコからの独立を求めた理由は、コアウイラ、ヌエボレオン、タマウリパスの州が独立を求めていた理由と基本的には同様だった。カナレス司令官は、彼が戦った新しい共和国の認識を広めるためにテキサス中を旅することで、同様の考えを持った人々の土地にいるということをうまく活用した。彼はテキサス人にリオグランデ共和国のために戦う志願兵を募集もした。
カナレス司令官は1840年4月の中旬にテキサス共和国の首都オースティンにいて、そこで大統領のミラボー・B・ラマーと会合した。ラマー大統領は個人的には新しい共和国の行動を支持したが、公認することはメキシコからの独立のテキサス共和国自らの承認を確保する努力の妨げになると感じたと言われている。カナレス司令官はオースティンを去り5月2日にヒューストンへ向かい、引き続き認識を広めて志願兵を探した。
テキサス共和国からの公認を得ることができなかったが、カナレス司令官の旅は少なからず成功を得た。6月1日、彼はリオグランデ共和国の軍が再編成されていたサンパトリシオへ到着した。リオグランデ共和国の300名の市民に加えて、軍には140名のテキサス人と80名のインディアンの志願兵が含まれていた。テキサス人の志願兵は、サムエル・W・ジョーダン大佐（Samuel W. Jordan）が率いた。
6月下旬、カナレス司令官はジョーダン大佐とおよそ90名のテキサス人志願兵を南の係争地域へ派遣した。彼らはリオグランデ川を渡り、タマウリパスの首都、シウダービクトリアをなんの抗争もなく占拠した。ジョーダン大佐をガイドしていた者の数名はまだメキシコの中央集権政府に忠実で、テキサス人たちをメキシコ軍が待ち伏せていたサン・ルイス・ポトシへと向かわせようとした。ジョーダン大佐はこれを疑って、彼の部隊をコアウイラ州サルティーヨへと迂回させ、そこで10月25日、メキシコ軍司令官のラファエル・バスケスに攻撃された。彼の部隊の一部は脱走したという事実にもかかわらず、ジョーダン大佐は自らを守ることができ、テキサスへと戻った。

## 消滅した共和国
11月、カナレス司令官の代表団とアリスタ将軍は戦争を議論するために会合を開いた。この会合の間、メキシコ政府はカナレス将軍に、リオグランデ共和国の大義を捨てる代わりに、メキシコ軍の准将の地位を与えることを打診した。11月6日、カナレス司令官はこの打診を受け入れた。この出来事によって、リオグランデ共和国は消滅した。

## リオグランデ共和国の国旗
リオグランデ共和国の旗は，ホイストの赤い地色に沿って均等に3つの白い星があしらわれている。3つの星は脱退した3つの州を表している。フライは上側が白で下側が黒である。同じ理想のために戦っていたテキサス共和国のローンスターと同様だが、これは故意に設計された。

## 共和国の今日
リオグランデ共和国の領域は、現在はリオグランデ川を境に、北側がアメリカ合衆国（テキサス州）、南側がメキシコ合衆国（コアウイラ、ヌエボレオン、タマウリパスの各州）の領土となっている。
テキサス州ザパタ郡と、ザパタの町は、リオグランデ共和国の騎兵隊司令官のアントニオ・ザパタ大佐（Jose Antonio de Zapata）の名前に由来している。リオグランデ共和国国会議事堂博物館はテキサス州ラレドに位置している。6つの旗に加えて、地元紙ラレド・モーニング・タイムズは、それに7つ目の、リオグランデ共和国の旗を追加している。

## 参考資料
- The Laredo Morning Times Online edition
- “Mexico – Filibustering:  Republic of the Rio Grande,” Flags of the World.
- The Republic of the Rio Grande Museum web site
- “The Republic of the Rio Grande:  A Story of Its Rise and Fall,” Sons of DeWitt Colony Texas.
- Yahoo! News article mentioning Republic of the Rio Grande in a present-day context